# Japanse maskergors
De Japanse maskergors (Emberiza personata) is een lid van de gorzenfamilie. De vogel werd in 1836 door Coenraad Jacob Temminck beschreven in zijn Fauna Japonica. Lang werd deze soort beschouwd als ondersoort van de (gewone) maskergors (E. spodocephala).

## Kenmerken
De maskergors is 13,5 tot 16 centimeter lang en lijkt sterk op de maskergors. Het mannetje in broedkleed heeft een donkergrijze kop en het gebied rond de ogen en rond de snavel is zwart en hij onderscheidt zich van de gewone maskergors door een gele baardstreep en heel weinig grijs op de borst. De onderdelen zijn overwegend geel met donkerbruine streping op de flanken. De bovendelen zijn bruin en krachtig donker gestreept. Het onderste deel van de snavel is roze, het bovenste meer grijs. Het vrouwtje heeft een zwakker koppatroon met olijfgrijze wangen en geen donkergrijs. De onderdelen zijn geel en gestreept donkerbruin. De juveniele vogels lijken op het vrouwtje.

## Verspreiding en leefgebied
Deze soort broedt op zuidelijk Sachalin, de Koerilen en noordelijk Japan. Het is een trekvogel, hij overwintert in het zuidelijk deel van de eilanden van Japan.
De leefgebieden zijn open gebieden met hoog gras, bamboe en wilgen langs de waterkant. Verder leeft hij in taigagebieden in de bergen met naald- en loofbomen. De nesten  bevinden zich laag bij de grond en soms zelfs op de grond tussen het struikgewas.

## Status
De maskergors heeft een ruim verspreidingsgebied en daardoor is de kans op de status  kwetsbaar (voor uitsterven) gering. De grootte van de wereldpopulatie is niet gekwantificeerd. Men veronderstelt dat de soort in aantal stabiel is. Om deze redenen staat de maskergorst als niet bedreigd op de Rode Lijst van de IUCN.